# Antiche unità di misura del circondario di Genova

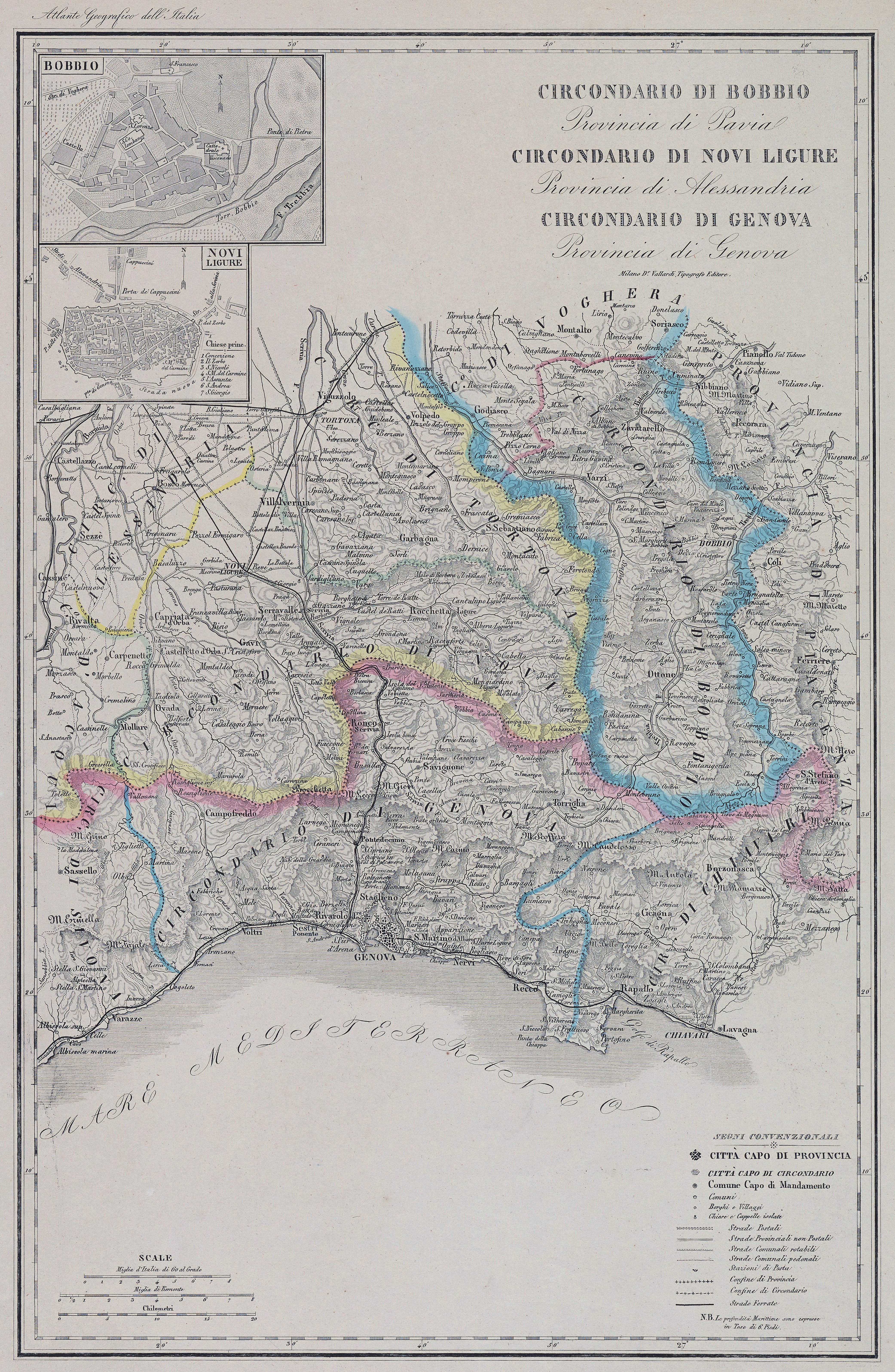
Mappa con indicazione dei confini del circondario di Genova, 1865 circa

Sono qui riportate le conversioni tra le antiche unità di misura in uso nel circondario di Genova e il sistema metrico decimale, così come stabilite ufficialmente nel 1877.
Nonostante l'apparente precisione nelle tavole, in molti casi è necessario considerare che i campioni utilizzati (anche per le tavole di epoca napoleonica) erano di fattura approssimativa o discordanti tra loro.

## Misure di lunghezza
| Comuni                                                                                    | Denominazione | Valore   | Unità |
| ----------------------------------------------------------------------------------------- | ------------- | -------- | ----- |
| Tutti i comuni                                                                            | Cannella      | 2,977000 | m     |
| Tutti i comuni                                                                            | Canna         | 2,480833 | m     |
| Tutti i comuni                                                                            | Palmo         | 0,248083 | m     |
| Mandamento di Staglieno, ossia comuni di Bavari, Molassana, Montorbio, Staglieno, Stroppa | Canna         | 1,240416 | m     |

La cannella di 12 palmi serve di base alle misure di superficie e di volume.
In qualche comune si usava con lo stesso nome di cannella una misura di 3 metri, divisa puro in 12 parti dette anche palmi.
La canna di 10 palmi si usava per le stoffe.
Il palmo si divide in 12 once, l'oncia in 12 punti, il punto in 12 atomi.
Nove palmi formano una canna speciale per lo stoffe di bambagio.
Tre palmi fanno la gua o goa, misura usata nei lavori marittimi.
Sei palmi fanno il passo geometrico; mille passi geometrici formano il miglio genovese, misura itineraria.
L'autore dell'opera Pesi nazionali e stranieri dichiarali e ridotti opina che il palmo genovese sia stato anticamente formato da cinque sesti, ossia 10 once precise dell'antichissimo piede romano del Campidoglio; e che perciò il suo valore preciso fosso in origine di metri 0.248080.
La canna di Staglieno si divide in 5 palmi genovesi e si usava per lo stoffe.

## Misure di superficie
| Comuni         | Denominazione      | Valore   | Unità |
| -------------- | ------------------ | -------- | ----- |
| Tutti i comuni | Cannella quadrata  | 8,862529 | m²    |
| Tutti i comuni | Palmo quadrato     | 0,061545 | m²    |
| Tutti i comuni | Palmo superficiale | 0,738544 | m²    |

La cannella quadrata è di 144 palmi quadrati, il palmo quadrato di 144 once quadrate.
La cannella quadrata si divide in 12 palmi superficiali, ed il palmo superficiale in 12 once superficiali.
La cannella quadrata serve por la superficie di muri, legnami e terreni. È specialmente quando si applica alle agrarie che la cannella quadrata si divide in 12 palmi superficiali.

## Misure di volume
| Comuni         | Denominazione | Valore    | Unità |
| -------------- | ------------- | --------- | ----- |
| Tutti i comuni | Cannella cuba | 26383,749 | L     |
| Tutti i comuni | Palmo cubo    | 15,268373 | L     |

La cannella cuba è di 1728 palmi cubi. Il palmo cubo di 1728 once cube, l'oncia cuba di 1728 punti cubi.
La cannella cuba e le sue divisioni si impiegano nella misura dei muri, delle pietre e dei legnami da costruzione.
Per i muri e per le pietre si usa particolarmente la cannella da muro che è la sesta parte della cannella cuba, equivalente a 4397,291 litri.
Per la misura della calce si impiega il moggio che è di 96 palmi cubi, ossia di 1465,764 litri. Si divide in 6 some.
La cannella da muro è rappresentata da un parallelempedo rettangolo che ha per base una cannella quadrata e due palmi di altezza.

## Misure di capacità per gli aridi
| Comuni                                                              | Denominazione | Valore   | Unità |
| ------------------------------------------------------------------- | ------------- | -------- | ----- |
| Tutti i comuni                                                      | Mina          | 116,5318 | L     |
| Mandamento di Savignone, comuni di Casella, Crocefieschi, Savignone | Sacco         | 163,7850 | L     |

La mina di Genova si divide in 4 stari, lo staro in due quarte, la quarta in 12 gombette.
Il ragguaglio della mina all'ettolitro fu determinato dalla Camera di Commercio di Genova e differisce alquanto da quello portato nelle tavole pubblicate sotto al Governo Francese che era di litri 111,457.
Il sacco di Savignone, misura da carbone, si divide in tre misure.
Nello esprimere in litri la capacità del sacco di carbone si è avuto riguardo solamente alla capaciti interna della misura, senza tener conto dell'uso di adoperarla a colmo.
Nei mandamenti di Savignone e Torriglia si usava per i cereali un'antica loro mina feudale equivalente a litri 136,38, divisa in 4 staia, lo staio in 2 quartari, il quartaro in 8 coppelli.

## Misure di capacità per i liquidi
| Comuni | Denominazione | Valore   | Unità |
| --- | ------------- | -------- | ----- |
| Tutti i comuni | Mezzarola     | 159,0000 | L     |
| Tutti i comuni | Quarterone    | 0,511560 | L     |
| Genova, Apparizione, Quarto e mandamenti di San Martino d'Albaro e Staglieno, meno il comune di Montobrio                                                   | Terzarolo     | 53,0000  | L     |
| Genova, Apparizione, Quarto e mandamenti di San Martino d'Albaro e Staglieno, meno il comune di Montobrio                                                   | Barile        | 79,5000  | L     |
| Genova, Apparizione, Quarto e mandamenti di San Martino d'Albaro e Staglieno, meno il comune di Montobrio                                                   | Quartarolo    | 39,7500  | L     |
| Genova, Apparizione, Quarto e mandamenti di San Martino d'Albaro e Staglieno, meno il comune di Montobrio                                                   | Amola         | 0,883333 | L     |
| Montobrio e mandamento di Nervi (meno i comuni di Apparizione e Quarto), Rivarolo, Ronco, Savignone, Pontedecimo, Sestri Ponente, Recco, Voltri e Torriglia | Pinta         | 2,0000   | L     |
| Mandamento di Campofredbo ossia Comuni di Campofreddo, Masone, Rossiglione                                                                                  | Barile        | 53,5000  | L     |
| Mandamento di Campofredbo ossia Comuni di Campofreddo, Masone, Rossiglione                                                                                  | Amola         | 1,0700   | L     |

La mezzarola di Genova, misura da vino, si divide in 2 barili, il barile in 90 amole.
La mezzarola si divide pure in 3 terzaroli di 60 amole.
Il quarterone, misura da olio, si divide in 6 misurette.
Il quarterone si stima capace di once 18, peso di Genova, ossia di grammi 476,496 di questo liquido.
128 quarteroni fanno il barile.
Il terzarolo o terza parte della mezzarola si divide in 60 amole.
Il barile è di 90 amole, ed il quartarolo di 45, non essendo che la metà del barile.
L'amola si divide in 4 quarti.
La pinta si divide in due amole.
Nei comuni sopra indicati, nei quali si adopera la pinta, erano in uso il terzarolo ed il barile usati nel rimanente del circondario, e solo ne era varia la divisione, perché il terzarolo si divide in 53 amole, il barile in amole 79 1/2.
Nei mandamenti di Ronco e Savignone la mezzarola si chiama soma.
Nel mandamento di Ronco la terzarola si chiama barile.
Nel mandamento di Torriglia si chiama barile la quarta parte della mezzarola, ossia una misura di litri 39,75.
Nei mandamenti di Nervi e Savignone non si usava la pinta.
Nei mandamenti di Sestri Ponente, Recco, Voltri e Torriglia alla pinta si dava nome di boccale.
Il barile da vino di Campofreddo si divide in 50 amole.
La capacità dell'amola di Campofreddo fu determinata nel 1819 dall'Ispettore di Pesi e Misure sopra un campione trasmesso dall'Uffizio di Verificazione di Genova.

## Pesi
| Comuni         | Denominazione          | Valore   | Unità |
| -------------- | ---------------------- | -------- | ----- |
| Tutti i comuni | Cantaro di peso grosso | 47,6496  | kg    |
| Tutti i comuni | Libbra di peso grosso  | 317,664  | g     |
| Tutti i comuni | Rubbo di peso sottile  | 7,91875  | kg    |
| Tutti i comuni | Rotolo di peso sottile | 475,125  | g     |
| Tutti i comuni | Libbra di peso grosso  | 316,75   | g     |
| Tutti i comuni | Carato                 | 0,183304 | g     |
| Genova         | Pesata                 | 190,5984 | kg    |

Il cantaro, peso grosso è di sei rubbi, e si divide in 100 rotoli.
Il rubbo si divide in 25 libbre di peso grosso, e la libbra in 12 once.
Il rotolo è eguale a libbre 1 1/2.
Il rubbo di peso sottile si divide pure in 25 libbre.
La libbra di peso sottile si divide in 12 once, l'oncia in 8 ottavi, l'ottavo, detto anche dramma, in 3 denari , il denaro, detto anche Scrupolo, in 24 grani.
Il carato, peso da orefici e gioiellieri, corrisponde a 4 grani.
La libbra di peso sottile colle sue divisioni si usava pure dai farmacisti per il servizio dei medicinali.
Cinque cantari, di peso grosso, formavano la pesata per la legna da fuoco.
La pesata che si usava nel porto di Genova per le legna da fuoco, equivaleva a quattro cantari di peso grosso genovese.

## Territorio
Nel 1874 nel circondario di Genova erano presenti 54 comuni divisi in 19 mandamenti.
- Campofreddo • Campofreddo, Masone, Rossiglione
- Capraia Isola • Capraia Isola
- Genova I • Genova (Sestiere di San Vincenzo)
- Genova II • Genova (Sestiere di Portoria)
- Genova III • Genova (Sestiere del Molo e Porto)
- Genova IV • Genova (Sestiere della Maddalena)
- Genova V • Genova (Sestiere di Prè)
- Genova VI • Genova (Sestiere di San Teodoro)
- Nervi • Apparizione, Bogliasco, Nervi, Quarto al Mare, Quinto al Mare, Sant'Ilario Ligure
- Pontedecimo • Campomorone, Ceranesi, Mignanego, Pontedecimo, San Quirico in Val Polcevera, Serra Riccò
- Recco • Avegno, Camogli, Canepa, Pieve di Sori, Recco, Sori, Tribogna, Uscio
- Rivarolo Ligure • Bolzaneto, Rivarolo Ligure, Sant'Olcese, San Pier d'Arena
- Ronco Scrivia • Busalla, Isola del Cantone, Ronco Scrivia
- Parte di Genova • Frazioni: San Martino d'Albaro, Foce, Marassi, San Francesco d'Albaro, San Fruttuoso
- Savignone • Casella, Crocefieschi, Savignone
- Sestri Ponente • Borzoli, Cornigliano Ligure, Multedo, San Giovanni Battista, Sestri Ponente
- Staglieno (frazione di Genova) • Bavari, Molassana, Montoggio, Struppa
- Torriglia • Bargagli, Montebruno, Propata, Rosso, Torriglia
- Voltri • Arenzano, Mele, Pegli, Pra', Voltri